# Musandam

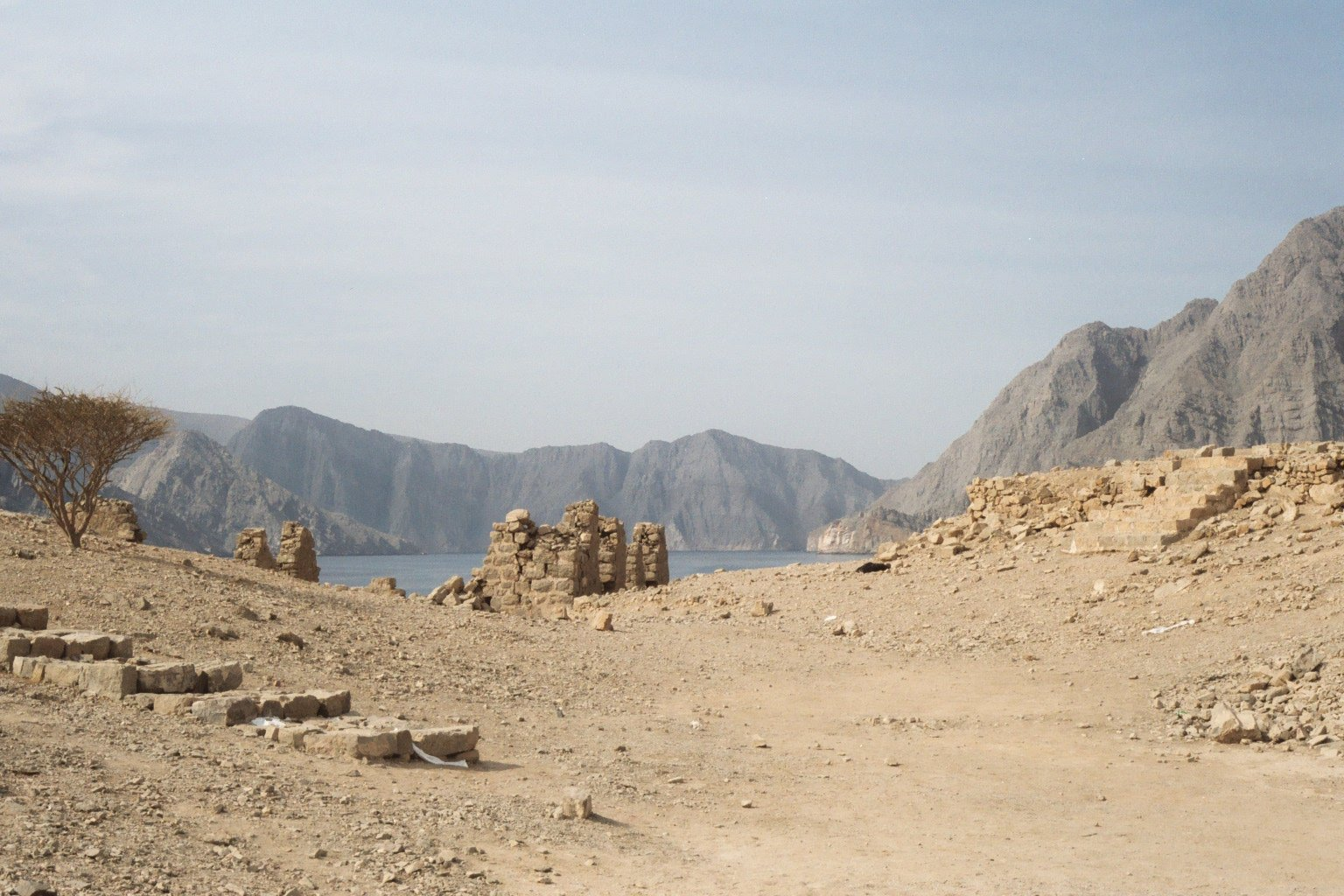
Telegraph Island in einem der Fjorde von Musandam

Musandam (arabisch مسندم, DMG Musandam) ist ein Gouvernement (arabisch muḥāfaẓa) im Norden des Sultanats Oman mit einer Fläche von 1800 km² und 49.062 Einwohnern (Volkszählung 2020). Die Halbinsel mitsamt vorgelagerten Inseln liegt an der südlichen, arabischen Seite der Straße von Hormus. Musandam ist daher von hohem geopolitisch-strategischem Wert. Die Hauptstadt von Musandam ist al-Chasab.

## Geographie
Musandam ist eine Exklave, ein ausgelagerter Teil, und nicht räumlich angebunden an das Staatsgebiet. Zwischen Musandam und Oman besteht ein Abstand von circa 100 Kilometern durch die Vereinigten Arabischen Emirate. Wegen seiner fjordähnlichen Meeresbuchten wird Musandam „Norwegen Arabiens“ genannt.

## Administrative Gliederung
Zum Gouvernement Musandam zählen auch die Exklave Madha und mehrere küstennahe Inseln, darunter auch die sehr kleine, aber aufgrund ihrer Geschichte bekannte Telegrapheninsel. Das Gouvernement ist in vier Wilayat gegliedert:
1. al-Chasab
2. Bucha
3. Dibba al-Baya
4. Madha, selbst eine Exklave, die – umgeben vom Staatsgebiet der Vereinigten Arabischen Emirate – auf halbem Weg zwischen Musandam und der omanischen Region al-Batina liegt

Verwaltungschef ist ein sogenannter Muhafiz. Aktueller Muhafiz ist Chalifa bin Murdas bin Ahmad al-Busaʿidi.

## Geographische Lage
| Straße von Hormus                                    | Straße von Hormus                                | Straße von Hormus |
| Persischer Golf                                      | Kompassrose, die auf Nachbargemeinden zeigt      | Golf von Oman     |
| Vereinigte Arabische Emirate (Emirat Ra’s al-Chaima) | Vereinigte Arabische Emirate (Emirat Fudschaira) | Golf von Oman     |

## Geologie
Die Küste ist das Ergebnis der Bewegung der Erdkruste. Die Arabische Platte schiebt sich langsam unter die Eurasische Platte, was dazu führt, dass Musandam sinkt und die naheliegenden iranischen Gebirge anfällig für Erdbeben sind.

## Sprache
Im nördlichen Bereich von Musandam wird die einzige iranische Sprache auf der Arabischen Halbinsel, das Kumzari, gesprochen.

## Wirtschaft
Traditionell von Bedeutung sind die Fischerei und der Warenumschlag (insbesondere für iranische Schmugglerboote) von Bedeutung. Al-Chasab ist ein Militärstützpunkt und war bis vor 2005 militärisches Sperrgebiet. Seither wird die touristische Infrastruktur ausgebaut. Die Tourismusplaner sehen aufgrund der landschaftlichen Einzigartigkeit Musandams dafür ein großes Potenzial.